# Passage Meslay
Passage Meslay je ulice v Paříži. Nachází se ve 3. obvodu. Její název odkazuje stejně jako přilehlá Rue Meslay na jméno jednoho z dávných obyvatel (Rouillé de Meslay).

## Poloha
Ulice vede od domu č. 32 na Rue Meslay a končí u domu č. 25 na Boulevard Saint-Martin. Uprostřed průchodu se nachází nádvoří.

## Historie
Veřejný průchod vznikl v roce 1887, kdy město Paříž získalo budovu, ve které je umístěn. Město sice budovu dále prodalo v roce 1900, ale průchod i nadále zůstal jako veřejná komunikace a mohli jej využívat chodci. Nicméně nyní jsou oba vstupy chráněny mříží a pro veřejnost jsou uzavřené.